# Jean Couzian
Jean Couzian ICPB, auch Giovanni Couzian (* 14. März 1874 in Mardin, Türkei; † 6. Mai 1933) war ein armenisch-katholischer Bischof von Iskanderiya in Ägypten.

## Leben
Jean Couzian wurde am 15. Mai 1898 zum Ordenspriester der Patriarchalen Kongregation von Bzommar (ICPB) geweiht. Am 27. August 1911 erhielt er die Ernennung zum Bischof von Iskanderiya. Der Patriarch von Kilikien Erzbischof Boghos Bedros XIII. Terzian und die Mitkonsekratoren Erzbischof Avedis Arpiarian (später Patriarch von Kilikien) und Erzbischof Ghulian Hussig von Mardin weihten ihn am 22. Oktober 1911 zum Bischof.
Bischof Couzian war Mitkonsekrator bei Jules Girard SMA zum Titularbischof von Bulla Regia als Apostolischer Vikar von Nildelta in Ägypten.